# Замок Лісмор (Каван)
Замок Лісмор (англ. Lismore Castle, ірл. Lios Mór) — один із замків Ірландії, розташований в графстві Каван, біля селища Кроссдоні. Замок з такою ж назвою є в графстві Вотерфорд — більш відомий. Назва замку означає в перекладі з ірландської «Велика Кругла Фортеця». Біля замку Лісмор графства Каван є багато пам'яток історії та культури. Зокрема, є руїни 5 різних давніх фортець і замків. Це руїни фортеці Кілагурк на відстані 14,7 км від замку Лісмор, фортеці Гранард в 19,9 км від замку Лісмор, кругла фортеця Кнокиуллін — 26,1 км від замку Лісмор, меморіал Джона Джо МакГірла в 26,2 км від замку Лісмор, меморіал Святого Патріка в 12,9 км від замку Лісмор. Ці фортеці — це давні оборонні споруди ще тих далеких часів, коли в Ірландії жили тільки кельти і творили свої королівства. Він них лишилися тільки дуже вбогі руїни і про час їх побудови та історію не лишилося ніяких свідчень. Крім цих пам'яток біля замку Лісмор графства Каван могила святої Бригіти в 9,5 км від замку, храм Каррігаллен в 12, 9 км від замку.
Замок Лісмор лежить в руїнах, але частково відновлений. Головна будівля замку була побудована 1730 року відомим архітектором сером Едвардом Ловеттом Пірсом. На першому поверсі замку зберігся старовинний чавунний камін, вітальня. На другому поверсі спальні кімнати. Стелі арочні. Біля житлової будівлі є оборонна башта з арочними стінами. Точний час побудови замку встановити важко — замок постійно руйнувався і перебудовувався. На місця замку Лісмор у давні часи була кельтська фортеця. Під час повстання за незалежність Ірландії, що почалось 1641 року замок контролював один із лідерів повстанців Оуен Роу О'Ніл. Він неодноразово використовував замок як табір своїх військ у 1641—1649 роках, а особливо часто в 1646 році.
Нині замок у поганому стані і виставлений на продаж.